# 7800 Zhongkeyuan
7800 Zhongkeyuan este un asteroid din centura principală de asteroizi.

## Descriere
7800 Zhongkeyuan este un asteroid din centura principală de asteroizi. A fost descoperit pe 11 martie 1996 la Xinglong în cadrul programului Beijing Schmidt CCD Asteroid Program. Asteroidul prezintă o orbită caracterizată de o semiaxă mare de 2,23 ua, o excentricitate de 0,13 și o înclinație de 3,3° în raport cu ecliptica.